# Bernie Paz
Bernie Paz (Lima, Peru 1968. július 5. –) perui színész.

## Élete
Felesége, Shirley Budge perui színésznő. Kislányukat Mirandának hívják.
Első szerepét 2000-ben kapta a Maria Rosa-ban, ugyanebben az évben játszott a Kölcsönkapott életek című sorozatban, melyben Renato "Reni" Valente López szerepét játszotta. 2001-ben szerepet kapott a Soledad című sorozatban, melyben Leonardo "Leo" García-t alakította. 2004-ben szerepelt az Ángel Rebelde című telenovellában, amelyben Claudio Salazar szerepét kapta. 2005-ben szerepelt a Milagros című sorozatban, melyben Gringo Veloachaga szerepét alakította.
Szintén 2005-ben szerepelt az El pasado no perdona-ban is. 2006-ban szerepet kapott a Tierra de Pasiones (Második esély) című telenovellában, amelyben Fernando Solís karakterét formálta meg. A sorozatban együtt játszott Gabriela Spanickal. 2007-ben szerepet kapott a Decisiones-ben, melyben Manuelt alakította.
2007-ben szerepelt még az Sarokba szorítva-ban, amelyben Rodrigo szerepét játszotta és a Mi adorada Malena-ban, melyben Leonardo szerepében láthatták a nézők. 2010-ben szerepelt a Condesa por amor-ban, melyben Anibal szerepét játszotta. Legújabb telenovellája  A császárnő (2011), melyben Alejandro Miranda szerepét játssza. A sorozatban újra együtt szerepel egykori kolléganőjével Gabriela Spanickal, akivel már a Második esélyben dolgozott együtt.

## Filmográfia
- 2014 - Siempre tuya Acapulco - Stefano Canciano
- 2012 - Quererte Así - Gustavo Navarette
- 2011 - A császárnő - Alejandro Miranda
- 2010 - Condesa por amor - Anibal
- 2009 - Mujer comprada - Franco
- 2008 - Amas de casa desesperadas - Carlos Solis
- 2007 - Mi adorada Malena - Leonardo
- 2007 - Sarokba szorítva - Rodrigo
- 2007 - Decisiones - Manuel
- 2006 - Második esély - Fernando
- 2005 - El pasado no perdona - Esteban Zaldivar / Manuel Lara
- 2005 - Milagros -  Gringo Veloachaga
- 2004 - Ángel rebelde - Claudio Salazar
- 2003 - El destino no tiene favoritos - Alejandro
- 2003 - Todo sobre Camila - Eduardo Bonfil
- 2001 - Soledad - Leonardo 'Leo' García
- 2000 - Kölcsönkapott életek - Renato 'Reni' Valente López
- 2000 - Maria Rosa - Gonzalo